# Calhandriz
Calhandriz ist ein Ort und eine ehemalige Gemeinde (Freguesia) im portugiesischen Kreis Vila Franca de Xira. Die Gemeinde hatte 803 Einwohner (Stand 30. Juni 2011).
Am 29. September 2013 wurden die Gemeinden Calhandriz, Alhandra und São João dos Montes zur neuen Gemeinde União das Freguesias de Alhandra, São João dos Montes e Calhandriz zusammengeschlossen.